# Wilhelm Hector

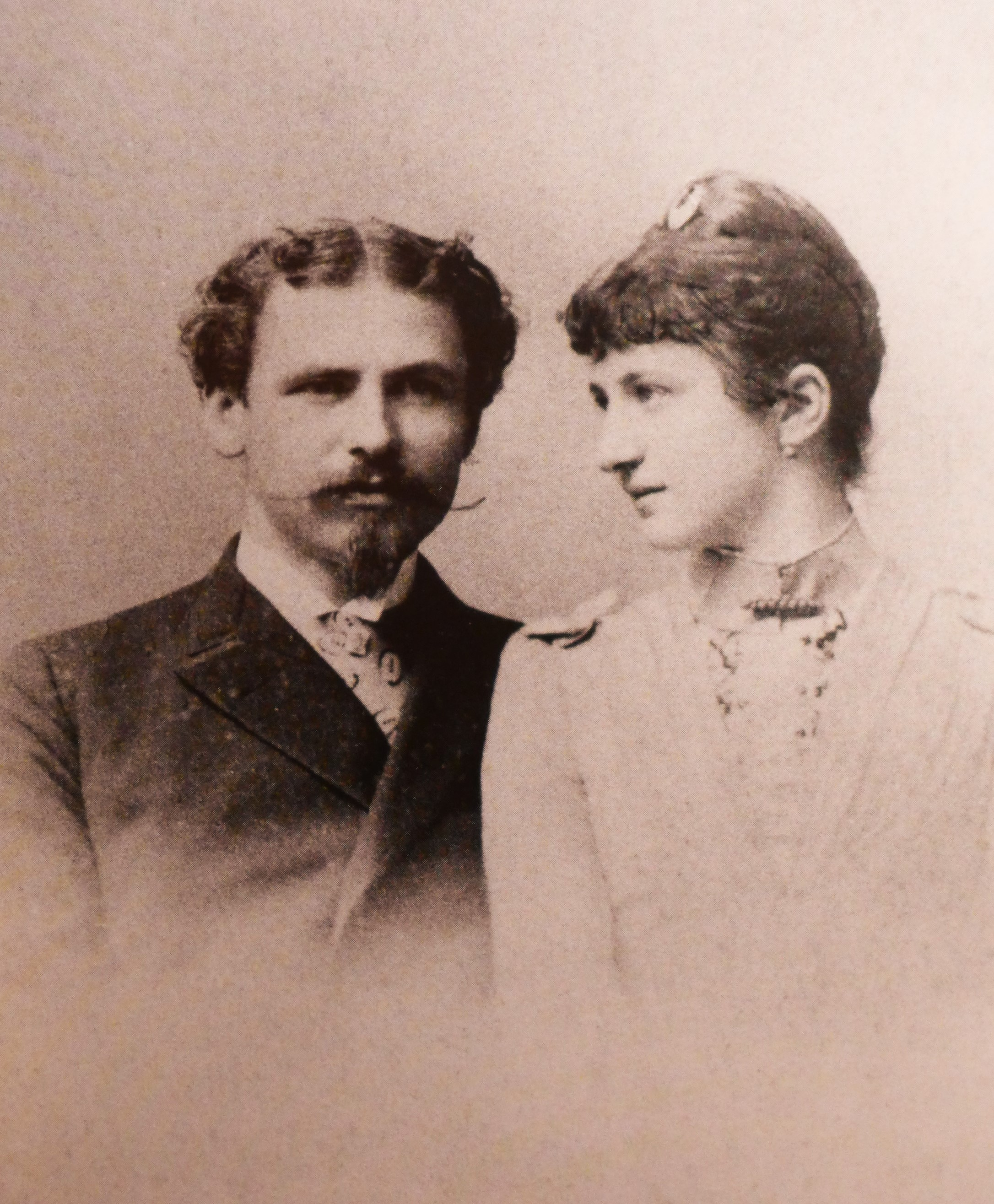
Wilhelm Hector mit seiner Frau Anna Angela (geb. Leyendecker) um 1890 (Nachlass Familie Hector)

Wilhelm Hector (* 18. Januar 1855 in Roden; † 2. September 1918 in Wiesbaden) war ein deutscher Architekt. Er prägte den Historismus im Saarland wesentlich und schuf vor allem zahlreiche Kirchenbauten im Bistum Trier. In den Jahren 1905 bis 1907 war der Architekt und Landesbaurat Albert Boßlet Schüler von Hector in Saarbrücken.

## Leben
Wilhelm Hector wurde am 18. Januar 1855 als Sohn des Rodener Müllers Peter Hector und dessen Frau Maria, geb. Quirin, geboren.
Hector studierte Architektur in Karlsruhe, Aachen und Darmstadt. Im Jahre 1884 nahm er die Arbeit als Architekt auf und fand Anstellung bei Architektur-Büros in Antwerpen, Saarlouis und Düsseldorf. Schon früh beschäftigte sich Hector mit dem Entwurf von sakralen Bauten. Im Laufe seiner Berufsjahre entwarf er mehr als 50 Kirchen oder arbeitete Pläne für deren Erweiterung aus. Seine Entwürfe umfassen sowohl einfache Saalkirchen als auch aufwendig gestaltete Großkirchen. Hector übernahm dabei nicht nur die Aufgaben der Planung, sondern begleitete das Bauwerk bis zur Fertigstellung.

## Werk (Auswahl)

### Sakralbauten
- Pfarrkirche Herz Jesu, Wadern-Kostenbach, 1887–1889, neoromanisch-neogotisch
- Pfarrkirche St. Michael, Saarbrücken-Gersweiler, 1888–1889, neoromanisch
- Pfarrkirche St. Peter in den Ketten, Merzig-Hilbringen, 1890–1891, neogotisch
- Pfarrkirche Maria von der Immerwährenden Hilfe, Brebach, 1890–1891, neoromanisch
- Pfarrkirche St. Peter, Theley, 1890–1892, neogotisch
- Pfarrkirche St. Maximin, Pachten, 1891–1892, neogotisch
- Pfarrkirche St. Gangolf, Wadgassen-Differten, neogotisch 1891–1893
- Pfarrkirche St. Remigius, Alf (Rheinland-Pfalz), 1892–1894, neogotisch,
- Pfarrkirche St. Martin, Schweich (Rheinland-Pfalz), 1894–1897, neogotisch
- Pfarrkirche St. Martin, Bickendorf, 1896–1897, neogotisch
- Pfarrkirche Herz Jesu, Köllerbach, neogotisch, 1896–1899
- Pfarrkirche St. Josef, Völklingen-Wehrden, neogotisch, 1897–1899
- Pfarrkirche St. Leodegar, Beckingen-Düppenweiler, 1897–1900, neogotisch
- Pfarrkirche St. Nikolaus, Felsberg, 1898–1899, neogotisch
- Pfarrkirche St. Michael, Merchweiler-Wemmetsweiler, neogotisch, 1898–1899
- Pfarrkirche St. Andreas und Mariae Himmelfahrt, Beckingen-Reimsbach, 1898–1901, neogotisch
- Pfarrkirche Heilige Familie, Hangard, 1899–1900, neogotisch
- Pfarrkirche Heilige Familie, Winterbach, 1905–1906, neugotisch
- Bergkapelle Zu den Sieben Schmerzen Mariens (Wallfahrtskirche), Illingen, 1901, neogotisch
- Pfarrkirche Mariä Himmelfahrt, Marpingen, 1902–03 Schiff neogotisch, Turm neoromanisch
- Pfarrkirche St. Johannes Baptista in Saarbrücken-Altenkessel, 1902–1903, neogotisch
- Pfarrkirche St. Kosmas und Damian, Spreitenbach (bei Zürich, Schweiz), 1903–1904, neogotisch
- Pfarrkirche Mariä Himmelfahrt, Geislautern-Völklingen, 1906–1907, neogotisch
- Pfarrkirche Herz Jesu, Neunkirchen-Münchwies, 1906, neogotisch
- Pfarrkirche St. Agatha, Kleinblittersdorf, 1906–1908, neoromanisch
- Pfarrkirche Heiliggeist, Interlaken, 1906–1908, neugotisch
- Pfarrkirche Herz Jesu, Merzig-Besseringen, 1906–1909, neugotisch
- Pfarrkirche Saint-Sébastien in Morsbach (Lothringen), 1907, neoromanisch
- Pfarrkirche Herz-Jesu-Kirche, Rückweiler, 1907–1908, neugotisch
- Pfarrkirche St. Sebastian, Püttlingen, 1907–1909, neoromanisch
- Pfarrkirche Maria Rosenkranzkönigin, Sötern, 1908, neogotisch
- Pfarrkirche St. Maria Magdalena, Illingen-Hüttigweiler, 1910–1911, neoromanisch
- Pfarrkirche St. Mauritius, Fremersdorf, 1911–1912, neoromanisch
- Pfarrkirche St. Mauritius, Sotzweiler, 1913–1914, neogotisch
- Filialkirche St. Margaretha, Rüber, 1909/10, neogotisch
- Pfarrkirche Heilig Kreuz, Neuhausen am Rheinfall, Schweiz, 1911–1913

Erweiterungen und Umbauten
- Pfarrkirche St. Martin, Wadern-Wadrill, 1888–1890, neoromanisches Kirchenschiff an bestehenden barocken Chor und romanischen Turm
- Pfarrkirche St. Martin, Berus, Turmerhöhung, 1888
- Pfarrkirche St. Peter und Paul, Nalbach, Querschifferweiterung und Turmerhöhung, 1891–1892, neoromanisch
- Pfarrkirche St. Stephanus, Oberthal, Vergrößerung, 1897–1898, neogotisch
- Pfarrkirche Mariä Heimsuchung, Heusweiler, Erweiterung des 1862–1863 von Carl Friedrich Müller entworfenen Baues, 1898, neogotisch

Unausgeführte Planungen
- Pfarrkirche Heilig Sakrament, Dillingen, 1906, neoromanisch
- Pfarrkirche St. Michael, Saarbrücken-St. Johann, 1913

Zerstörte bzw. stark veränderte Bauten
- Pfarrkirche Allerheiligste Dreifaltigkeit, Fraulautern, 1895, neogotisch, im Zweiten Weltkrieg nahezu vollständig zerstört, teils neoromanisierend wiederaufgebaut
- Pfarrkirche Mariae Himmelfahrt, Roden, 1898–1900, neogotisch, im Zweiten Weltkrieg stark zerstört, anschließend neoromanische Fassade angesetzt
- Pfarrkirche St. Josef u. St. Wendelin, Diefflen, 1899–1900, neogotisch, nach Kriegszerstörung neoromanisierend wiederaufgebaut

### Sonstige Bauten
- St. Josefs-Haus, sog. Kloster, Riegelsberg, 1898
- Schwesternwohnung mit Pflegestation und Nähschule, Ottweiler, 1904–1905

Saarbrücken-St. Johann
- Villa Heckel, Bismarckstraße 47, 1899
- Wohn- und Geschäftshaus, Cecilienstraße 33, 1898
- zwei Miets- und Geschäftshäuser, Fürstenstraße 5/7, für den Trierer Kaplan und Zeitungsverleger Georg Friedrich Dasbach, 1897 (Hausnr. 5: Geschäftshaus und Buchdruckerei der St. Johanner Volkszeitung)
- Wohnhäuser Schumannstraße 24/26, 1908